# Nederlands Handbal Verbond
Hollands håndboldforbund (nederlandsk: Nederlands Handbal Verbond, forkortet NHV) er det hollandske håndboldforbund. Forbundets hovedkvarter ligger i Oosterbeek, Renkum. Forbundet er medlem af det europæiske håndboldforbund, European Handball Federation (EHF) og det internationale håndboldforbund, International Handball Federation (IHF). Forbundet har ansvaret for herrelandsholdet og damelandsholdet.